# مجموعة العشرين
مجموعة العشرين (بالإنجليزية: Group of Twenty) هي منتدى دولي يجمع الحكومات ومحافظي البنوك المركزية من 20 دولة والاتحاد الأوروبي. تأسست المنظمة سنة 1989، وذلك بهدف مناقشة السياسات المتعلقة بتعزيز الاستقرار المالي الدولي، وأيضا معالجة القضايا التي تتجاوز مسؤوليات أي شخص. وسعت مجموعة العشرين جدول أعمالها منذ عام 2008، حيث أصبح يشارك في قممها رؤساء الحكومات أو رؤساء الدول، فضلاً عن وزراء المالية ووزراء الخارجية ومراكز الفكر.
تتكون مجموعة العشرين من 20 دولة عُضو بالإضافة إلى الاتحاد الأوروبي. يُمثل هذا الأخير في قمم المجموعة كُل من المفوضية الأوروبية والبنك المركزي الأوروبي. تُمثل اقتصادات الدول الأعضاء في مجموعة العشرين مجتمعة حوالي 90% من إجمالي الناتج العالمي، و80% من التجارة العالمية (أو 75% في حالة عدم احتساب التجارة البينية في الاتحاد الأوروبي)، وثلثي سكان العالم، وحوالي نصف مساحة اليابسة في العالم.
مع تزايد مكانة مجموعة العشرين  بعد القمة الافتتاحية لقادتها في عام 2008، أعلن قادة المجموعة في 25 سبتمبر 2009 أن المجموعة ستحل محل مجموعة الثماني باعتبارها المجلس الاقتصادي الرئيسي للدول الغنية. منذ نشأتها، تعرضت سياسات عضوية مجموعة العشرين لانتقادات من بعض المُثقفين، وكانت قممُها مكانا لاحتجاجات كبيرة.
عقد رؤساء دول مجموعة العشرين قمتين في عام 2009 وقمتين أخريين في عام 2010. منذ القمة السادسة للمجموعة في كان في نوفمبر 2011، عُقدت قمم مجموعة العشرين منذ ذلك الحين بشكل سنوي.

## التاريخ

### التأسيس
يُعد تأسيس مجموعة العشرين الأحدث ضمن سلسلة من المُبادرات التي أتت بعد انتهاء الحرب العالمية الثانية والتي هدفت إلى الزيادة من التنسيق الدولي حول السياسات الاقتصادية، وتشمل هذه المُبادرات مُؤسسات مثل بريتون وودز، وصندوق النقد الدولي، والبنك الدولي، ومنظمة التجارة العالمية.
تُنُبِّأَ بمجموعة العشرين في قمة كولون مجموعة الدول الصناعية السبع في يونيو 1999، وأُسِّسَت رسميًا في اجتماع وُزراء مالية مجموعة السبع في 26 سبتمبر 1999، وقرروا أن يكون الاجتماع الافتتاحي يومي 15 و16 ديسمبر 1999 في برلين. اختير وزير المالية الكندي بول مارتن كأول رئيس واستضاف وزير المالية الألماني هانز إيشيل الاجتماع الافتتاحي.
أكد تقرير صدر سنة 2004 عن كولن آي برادفورد ويوهانس إف لين من معهد بروكينغز أن المجموعة تأسست في الأساس بمبادرة من إيشيل، رئيس مجموعة السبع آنذاك. ومع ذلك، وصف برادفورد لاحقًا وزير المالية الكندي (ورئيس وزراء كندا فيما بعد) بول مارتن بأنه "المُهندس الأساسي لتشكيل مجموعة العشرين على مستوى وزراء المالية"، وهُو نفس الشخص الذي اقترح لاحقًا أن تنتقل دول مجموعة العشرين إلى عقد قمم على مستوى قادة الدول". كما حددت مصادر أكاديمية وصحفية كندية أن مشروع مجموعة العشرين هو مشروع بدأه مارتن ثم أنهاه وزير الخزانة الأمريكي لورانس سامرز.
جاءت لمارتن وسامرز فكرة مجموعة العشرين كاستجابة لسلسلة أزمات الديون الهائلة التي انتشرت عبر الأسواق الناشئة في أواخر التسعينيات، بدءًا من أزمة البيزو المكسيكية ثم الأزمة المالية الآسيوية عام 1997، والأزمة المالية الروسية عام 1998، وقد أثرت هاته الأزمات أيضا على الولايات المتحدة، وعلى الأخص في شكل انهيار صندوق التحوط البارز إدارة رأس المال طويلة الأجل في خريف عام 1998. رأى مارتن وسامرز أنه في عالم سريع العولمة، لن تتمكن مجموعة الدول السبع ومجموعة الثماني ونظام بريتون وودز من توفير الاستقرار المالي، وقد تصوروا مجموعة جديدة وأوسع نطاقا تضم الاقتصادات العالمية الكبرى، من شأنها أن تعطي صوتا ومسؤوليات جديدة.

حُددت عضوية مجموعة العشرين من قبل نائب إيشيل كايو كوخ فيسر ونائب سامرز تيموثي غيثنر. بحسب خبير الاقتصاد السياسي روبرت وايد :

### المواضيع الأولى
كانت إدارة الاقتصاد العالمي هي الموضوع الأساسي لمجموعة العشرين. تختلف مواضيع القمة من سنة إلى أخرى. كان «بناء الازدهار والحفاظ عليه» هو موضوع الاجتماع الوزاري لمجموعة العشرين لعام 2006. وشملت القضايا التي نوقشت في القمم الأولى للمجموعة الإصلاحات المحلية لتحقيق «نمو مستدام»، والطاقة العالمية وأسواق الموارد العالمية، وإصلاح البنك الدولي وصندوق النقد الدولي، وتأثير التغيرات الديموغرافية التي من أبرزها ازدياد نسبة شيخوخة سكان العالم.
في عام 2007، استضافت جنوب إفريقيا قمة المجموعة، وقد ترأس وزير مالية جنوب أفريقيا آنذاك تريفور أ مانويل، أشغال قمة مجموعة العشرين.
في عام 2008، كان غايدو مونتيغا، وزير المالية البرازيلي، رئيس قمة مجموعة العشرين لتلك السنة، واقترح إجراء حوار حول المُنافسة في الأسواق المالية والطاقات النظيفة والتنمية الاقتصادية والعناصر المالية للنمو والتنمية.
في 11 أكتوبر 2008 بعد اجتماع لوزراء مالية مجموعة السبع، صرح الرئيس الأمريكي جورج دبليو بوش أن الاجتماع المُقبل لمجموعة العشرين سيكون مهمًا في إيجاد حلول للأزمة الاقتصادية الناشئة في عام 2008.

## توزيعها الجغرافي والاقتصادي

### انتماءهم حسب الأنظمة
الأعضاء الحاليين لمجموعة العشرين يمثلون نحو 65.2% من سكان العالم. وتقسم أنظمتها على ما يلي: (1) نظام فديرالي، 16جمهورية (منها 7 جمهوريات اتحادية و1 جمهورية شعبية) و3 ممالك (منها 1 ملكية مطلقة).

### انتماءهم حسب التجمعات الدولية
تنقسم دول مجموعة العشرين حسب التجمعات التالية: 3 دول من النافتا، ودولتان من السوق المشتركة، و4 دول من الاتحاد الأوروبي (والتي تمثل في نفس الوقت دولها الخاصة بها)، و3 دول أعضاء في منظمة المؤتمر الإسلامي.

### انتمائهم حسب الجغرافيا
القارة الآسيوية ممثلة بالصين والهند وإندونيسيا واليابان وكوريا الجنوبية والسعودية. أما أفريقيا فتمثلها جنوب أفريقيا فقط، وهو تمثيل متواضع. أما أمريكا الجنوبية فتمثلها الأرجنتين والبرازيل، وأوروبا تمثلها أربع دول من الاتحاد الأوروبي وتمثل نفسها وهي: بريطانيا، وفرنسا، وإيطاليا، وألمانيا، إضافة إلى روسيا وتركيا وأمريكا الشمالية تمثلها أمريكا، وكندا، والمكسيك، وقارة أستراليا تمثلها أستراليا.

### دوران مقعد القيادة
| المجموعة .#01#                                            | المجموعة #.#02#                       | المجموعة .#03#                              | المجموعة .#04#                        | المجموعة .#05#:                                |
| --------------------------------------------------------- | ------------------------------------- | ------------------------------------------- | ------------------------------------- | ---------------------------------------------- |
| - أستراليا - المملكة المتحدة - الولايات المتحدة - الهند · | - روسيا - تركيا - كندا - جنوب إفريقيا | - الأرجنتين - السعودية - المكسيك - البرازيل | - ألمانيا - فرنسا - إيطاليا - إسبانيا | - الصين - إندونيسيا - اليابان - كوريا الجنوبية |

## القمم
أنشِئت قمة وزراء المالية ومحافظي البنوك المركزية لمجموعة العشرين، الذين يحضرون قمة القادة وينفذون قراراتهم، استجابةً للأزمة المالية في 2007-2008 ولإدراك متزايد بأن البلدان الناشئة الرئيسية لم تُضمن بشكل كافٍ في جوهر المناقشة الاقتصادية العالمية والحوكمة. بالإضافة إلى ذلك، عُقدت قمم مجموعة العشرين لرؤساء الدول أو الحكومات.
بعد القمة الأولى لعام 2008 في واشنطن، التقى قادة مجموعة العشرين مرتين في السنة؛ في لندن وبيتسبرغ في عام 2009، وفي تورنتو وسيول في عام 2010.
منذ عام 2011، عندما ترأست فرنسا واستضافت مجموعة العشرين، كانت القمم تُعقد مرة واحدة فقط في السنة. عقدت قمة 2016 في هانغتشو بالصين، وعقدت قمة 2017 في هامبورغ بألمانيا، وقمة 2018 في بوينس آيرس بالأرجنتين.
وقد عُقد عدد من اجتماعات مجموعة العشرين الأخرى على المستوى الوزاري منذ عام 2010. وعقدت اجتماعات وزارية للزراعة في عامي 2011 و2012؛ اجتماعات لوزراء الخارجية في عامي 2012 و2013؛ اجتمع وزراء التجارة في عامي 2012 و2014، وعُقدت اجتماعات وزارية للتشغيل سنويًا منذ عام 2010.
في عام 2012، اجتمع وزراء السياحة في مجموعة العشرين ورؤساء وفود الدول الأعضاء في مجموعة العشرين والدول المدعوة الأخرى، بالإضافة إلى ممثلين من مجلس السفر والسياحة العالمي ومنظمة السياحة العالمية ومنظمات أخرى في مجال السفر والسياحة اجتمع القطاع في ميريدا، المكسيك، في 16 مايو في الاجتماع الرابع لمجموعة العشرين وركزوا على السياحة كوسيلة لخلق فرص العمل. ونتيجة لهذا الاجتماع، فإن أبحاث تأثير التأشيرات الصادرة عن المجلس العالمي للسفر والسياحة، والتي عُقدت لاحقًا في اجتماع قادة مجموعة العشرين في لوس كابوس في الفترة من 18 إلى 19 يونيو، سوف تدرك تأثير السفر والسياحة لأول مرة. في ذلك العام، أضاف إعلان قادة مجموعة العشرين البيان التالي: «ندرك دور السفر والسياحة كوسيلة لخلق فرص العمل والنمو الاقتصادي والتنمية، ومع الاعتراف بالحق السيادي للدول في التحكم في دخول الرعايا الأجانب، سنعمل على تطوير مبادرات تسهيل السفر لدعم خلق فرص العمل والعمل الجيد والحد من الفقر والنمو العالمي».
في مارس 2014، اقترحت وزيرة الخارجية الأسترالية السابقة جولي بيشوب، عندما كانت أستراليا تستضيف قمة مجموعة العشرين عام 2014 في بريزبين، حظر روسيا من القمة بسبب دورها في أزمة القرم 2014. وذكّر وزراء خارجية دول البريكس بيشوب لاحقًا بأن وصاية مجموعة العشرين تنتمي إلى جميع الدول الأعضاء بالتساوي ولا يمكن لأي دولة عضو أن تحدد طبيعتها وطابعها من جانب واحد.
في عام 2016، صاغت مجموعة العشرين التزامها بخطة عام 2030 (أهداف التنمية المستدامة) في ثلاثة محاور رئيسية؛ تعزيز النمو القوي والمستدام والمتوازن؛ حماية الكوكب من التدهور؛ وتعزيز التعاون مع البلدان منخفضة الدخل والبلدان النامية. في قمة مجموعة العشرين في هانغتشو، اتفق الأعضاء على خطة عمل وأصدروا وثيقة مبادئ عالية المستوى للدول الأعضاء للمساعدة في تسهيل تنفيذ جدول الأعمال.
استضافت اليابان قمة 2019، وكان من المقرر عقد قمة 2020 في المملكة العربية السعودية، ولكن بدلًا من ذلك عُقدت فعليًا في الفترة من 21 إلى 22 نوفمبر 2020 بسبب جائحة كوفيد-19 تحت رئاسة المملكة العربية السعودية.

أعضاء مجموعة العشرين (بالأزرق) و(بالوردي).

### انتقال رئاسة القمم
لتحديد أي دولة عضو ستترأس اجتماع قادة مجموعة العشرين لسنة معينة، يُعيّن جميع الأعضاء، باستثناء الاتحاد الأوروبي، في واحدة من خمس مجموعات مختلفة، مع مجموعة واحدة تضم أربعة أعضاء، بينما تضم المجموعة الأخرى ثلاثة أعضاء. تُوضع الدول من نفس المنطقة في نفس المجموعة، باستثناء المجموعة 1 والمجموعة 2. جميع البلدان داخل المجموعة مؤهلة لتولي رئاسة مجموعة العشرين عندما يحين دور مجموعتها. لذلك، تحتاج الدول داخل المجموعة ذات الصلة إلى التفاوض فيما بينها لاختيار الرئيس المقبل لمجموعة العشرين. في كل عام، تتولى دولة مختلفة من دول مجموعة العشرين الرئاسة اعتبارًا من 1 ديسمبر حتى 30 نوفمبر. طُبّق هذا النظام منذ عام 2010، عندما تولت كوريا الجنوبية، المدرجة في المجموعة الخامسة، رئاسة مجموعة العشرين. يسرد الجدول أدناه تجمعات الدول:
| المجموعة 1                                                        | المجموعة 2               | المجموعة 3                 | المجموعة 4                            | المجموعة 5                             |
| أستراليا كندا المملكة العربية السعودية الولايات المتحدة الأمريكية | الهند تركيا جنوب أفريقيا | الأرجنتين البرازيل المكسيك | ألمانيا فرنسا إيطاليا المملكة المتحدة | الصين اليابان إندونيسيا كوريا الجنوبية |

لضمان الاستمرارية، تُدعم الرئاسة من قبل ثلاثية تتألف من البلدان المضيفة الحالية والماضية والقادمة.

## التنظيم
تعمل مجموعة العشرين بدون سكرتارية أو موظفين دائمين. يتناوب رئيس المجموعة سنويًا بين الأعضاء ويُختار من مجموعة إقليمية مختلفة من البلدان. يؤسس الرئيس الحالي أمانة مؤقتة طوال مدة ولايته، تتولى تنسيق عمل المجموعة وتنظم اجتماعاتها. كان الرئيس عام 2019 هو اليابان، التي استضافت قمة 2019 في أوساكا. تتولى إيطاليا الرئاسة الحالية. من المقرر عقد قمة 2021 في إيطاليا. ستستضيف إندونيسيا والهند والبرازيل مؤتمرات القمة 2022 و2023 و2024 على التوالي.

### الأمانة الدائمة المقترحة
في عام 2010، اقترح الرئيس الفرنسي نيكولا ساركوزي إنشاء أمانة دائمة لمجموعة العشرين، على غرار الأمم المتحدة. اقتُرحت سيول وباريس كمواقع محتملة لمقرها الرئيسي. وأيدت البرازيل والصين إنشاء أمانة، بينما أعربت إيطاليا واليابان عن معارضتهما للاقتراح. اقترحت كوريا الجنوبية إنشاء أمانة إلكترونية كبديل. يُقال إن مجموعة العشرين تستخدم منظمة التعاون والتنمية في الميدان الاقتصادي كأمانة عامة.

## الأعضاء
اعتبارًا من عام 2021، هناك 20 عضوًا في المجموعة: الأرجنتين، أستراليا، البرازيل، كندا، الصين، الاتحاد الأوروبي، فرنسا، ألمانيا، الهند، إندونيسيا، إيطاليا، اليابان، المكسيك، روسيا، المملكة العربية السعودية، جنوب إفريقيا، كوريا الجنوبية، تركيا والمملكة المتحدة والولايات المتحدة. إسبانيا ضيف دائم.
يشمل الممثلون، في قمم القادة، زعماء تسع عشرة دولة والاتحاد الأوروبي، وفي الاجتماعات على المستوى الوزاري، وزراء المالية ومحافظو البنوك المركزية لتسع عشرة دولة والاتحاد الأوروبي.
بالإضافة إلى ذلك، يشمل ضيوف مجموعة العشرين كل عام إسبانيا؛ رئيس الاسيان؛ دولتان أفريقيتان (رئيس الاتحاد الأفريقي وممثل الشراكة الجديدة من أجل تنمية إفريقيا (نيباد) ودولة (أحيانًا أكثر من دولة) مدعوة من قبل الرئاسة، وعادة ما تكون من منطقتها.
يسرد الجدول الأول من الجدول أدناه الكيانات الأعضاء ورؤساء الحكومات ووزراء المالية ومحافظي البنوك المركزية. يسرد الجدول الثاني الإحصاءات ذات الصلة مثل أرقام السكان والناتج المحلي الإجمالي لكل عضو، بالإضافة إلى تفاصيل عضوية المنظمات الدولية الأخرى، مثل مجموعة السبعة وبريكس وميكتا. إجمالي أرقام الناتج المحلي الإجمالي معطاة بملايين الدولارات الأمريكية.

### القادة
| الدولة العُضو     | الزعيم                  | الاسم                        | وزارة المالية                            | وزير المالية             | البنك المركزي              | مُحافظ البنك المركزي         |
| ---------------- | ----------------------- | ---------------------------- | ---------------------------------------- | ------------------------ | -------------------------- | --------------------------- |
| الأرجنتين        | الرئيس                  | خافيير مايلي                 | وزارة الخزانة                            | مارتن جوزمان ‏            | بنك الأرجنتين المركزي      | Miguel Ángel Pesce          |
| أستراليا         | رئيس الوزراء            | كريستوفور لوكسن              | وزارة الخزانة                            | Josh Frydenberg          | بنك الاحتياطي الأسترالي    | Philip Lowe                 |
| البرازيل         | الرئيس                  | لولا دا سيلفا                | وزارة المالية (البرازيل)                 | Paulo Guedes             | بنك البرازيل المركزي       | روبرتو كامبوس نيتو          |
| كندا             | رئيس الوزراء            | جاستن ترودو                  | وزارة المالية                            | كريستيا فريلاند          | بنك كندا                   | Tiff Macklem                |
| الصين            | الرئيس                  | شي جين بينغ                  | وزارة المالية                            | ليو كون                  | بنك الشعب الصيني           | Yi Gang                     |
| الاتحاد الأوروبي | رئيس المجلس الأوروبي    | شارل ميشيل                   | مفوض الشؤون الاقتصادية                   | باولو جينتيلوني          | البنك المركزي الأوروبي     | كريستين لاغارد              |
| الاتحاد الأوروبي | رئيس المفوضية الأوروبية | أورسولا فون دير لاين         | مفوض الشؤون الاقتصادية                   | باولو جينتيلوني          | البنك المركزي الأوروبي     | كريستين لاغارد              |
| فرنسا            | الرئيس                  | إيمانويل ماكرون              | وزارة الاقتصاد                           | برونو لو مير             | بنك فرنسا                  | François Villeroy de Galhau |
| ألمانيا          | المُستشار                | أولاف شولتس                  | وزارة المالية                            | كريستيان ليندنر          | البنك الاتحادي الألماني    | Jens Weidmann               |
| الهند            | رئيس الوزراء            | ناريندرا مودي                | وزارة المالية ‏                           | نيرمالا سيترامان         | بنك الاحتياطي الهندي       | Shaktikanta Das             |
| إندونيسيا        | الرئيس                  | جوكو ويدودو                  | وزارة المالية                            | سري مولياني إندراواتي    | بنك إندونيسيا              | Perry Warjiyo               |
| إيطاليا          | رئيس الوزراء            | جورجيا ميلوني                | وزارة الاقتصاد والمالية ‏                 | روبرتو غوالتيري          | بنك إيطاليا                | Ignazio Visco               |
| اليابان          | رئيس الوزراء            | يوشيهيديه سوغا               | وزارة المالية                            | تارو أسو                 | بنك اليابان                | هاروهيكو كورودا             |
| المكسيك          | الرئيس                  | أندريس مانويل لوبيس أوبرادور | كاتب الدولة في المالية ‏                  | Arturo Herrera Gutiérrez | بنك المكسيك                | Alejandro Díaz de León      |
| روسيا            | الرئيس                  | فلاديمير بوتين               | وزارة المالية                            | أنطون سيلوانوف           | البنك المركزي الروسي       | إلفيرا نابيولينا            |
| السعودية         | الملك                   | سلمان بن عبد العزيز آل سعود  | وزارة المالية                            | محمد عبد الله الجدعان    | البنك المركزي السعودي      | فهد المبارك                 |
| جنوب إفريقيا     | الرئيس                  | سيريل رامافوزا               | وزارة المالية                            | Tito Mboweni             | بنك جنوب إفريقيا الاحتياطي | Lesetja Kganyago            |
| كوريا الجنوبية   | الرئيس                  | مون جاي إن                   | وزارة الاقتصاد والمالية (كوريا الجنوبية) | هونج نام-كي              | بنك كوريا                  | Lee Ju-yeol                 |
| تركيا            | الرئيس                  | رجب طيب أردوغان              | وزارة المالية والخزانة                   | لطفي إلفان               | بنك تركيا المركزي          | ناجي آغابي                  |
| المملكة المتحدة  | رئيس الوزراء            | ريشي سوناك                   | مستشار الخزانة                           | ريشي سوناك               | بنك إنجلترا                | أندرو بايلي                 |
| الولايات المتحدة | الرئيس                  | دونالد ترامب                 | وزير الخزانة                             | جانيت يلين               | نظام الاحتياطي الفدرالي    | جيروم باول                  |

## زعماء الدول

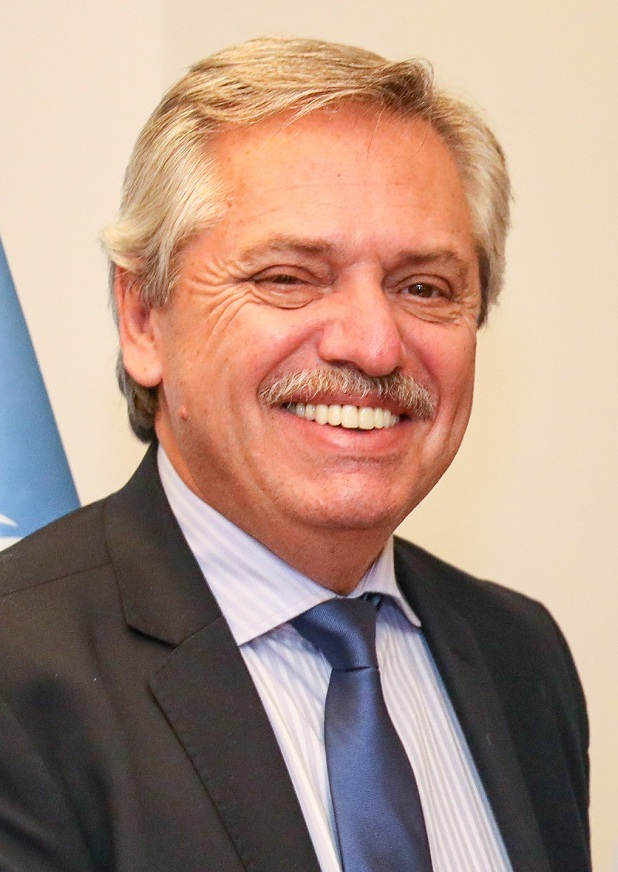
الأرجنتين ألبرتو فرنانديز، الرئيس
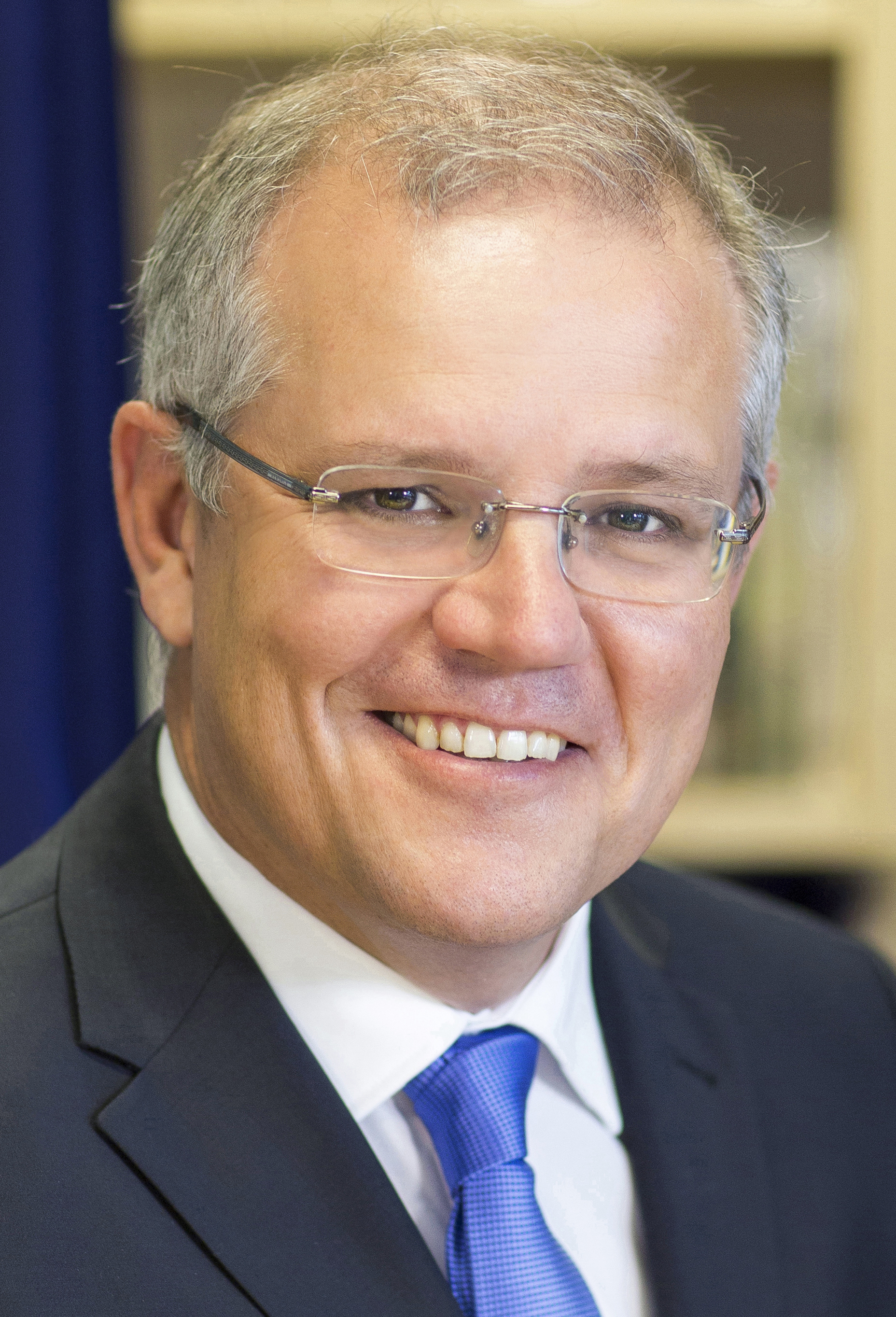
أستراليا سكوت موريسون، رئيس الوزراء
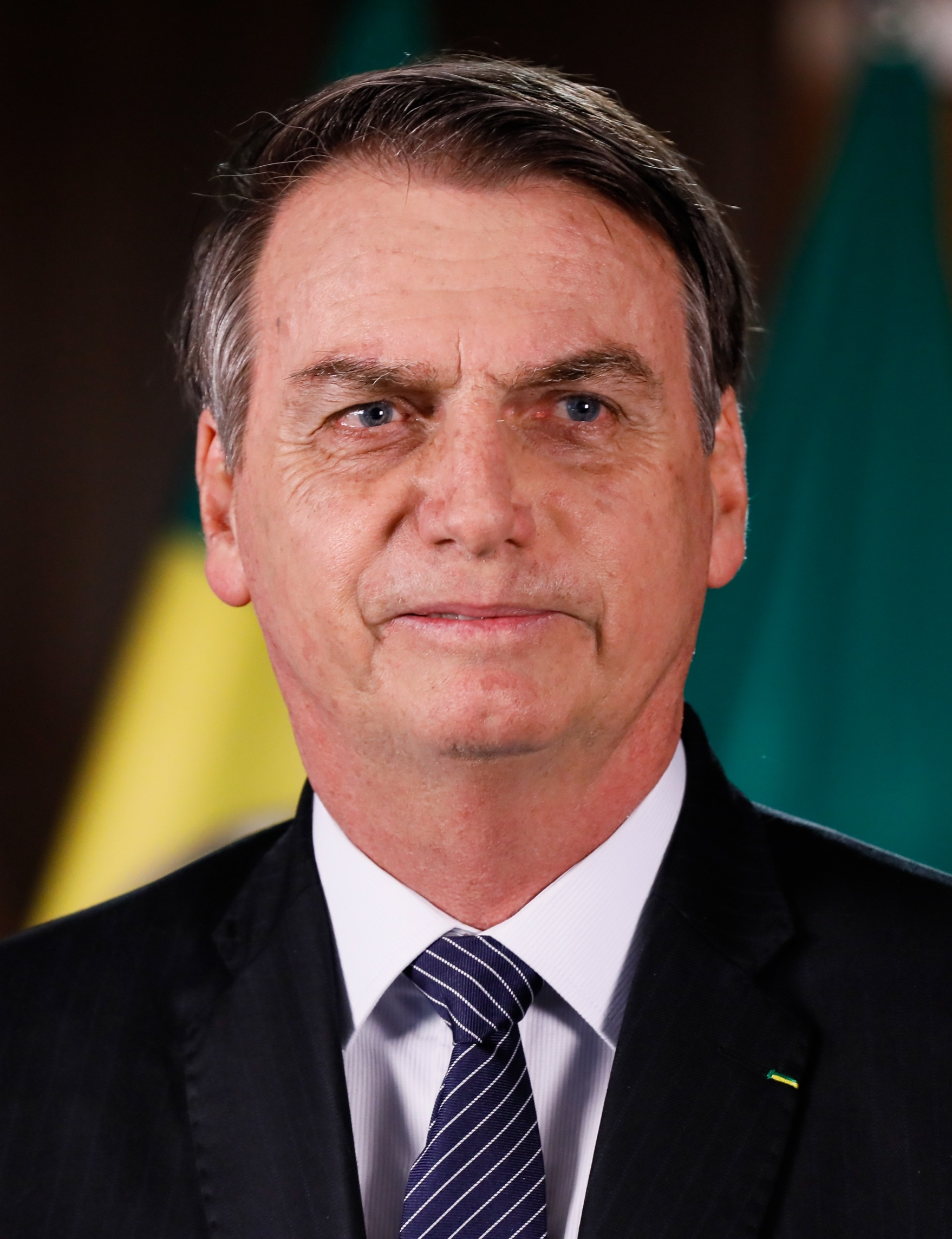
البرازيل جايير بولسونارو، الرئيس
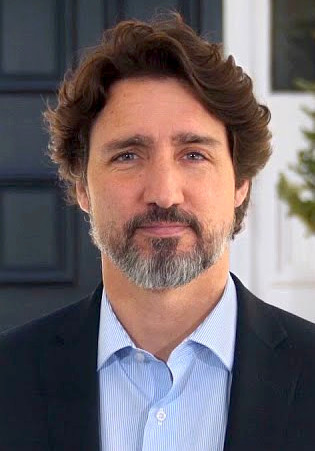
كندا جاستن ترودو، رئيس الوزراء
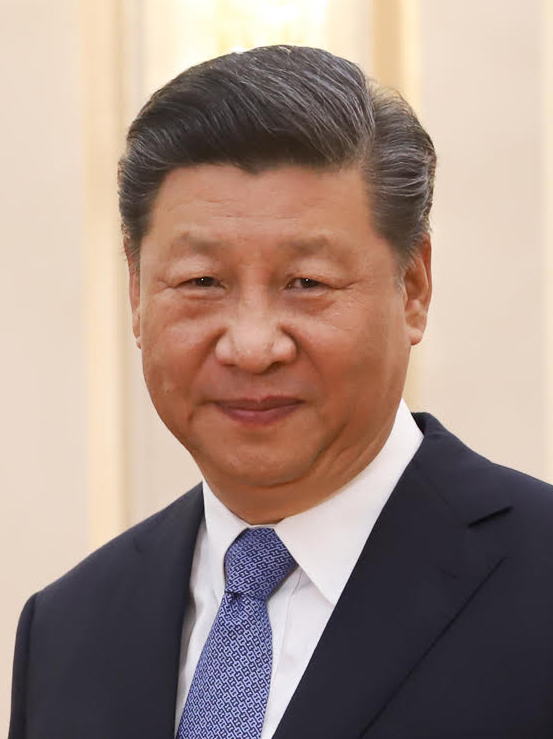
الصين شي جين بينغ،
الرئيس[note 1]
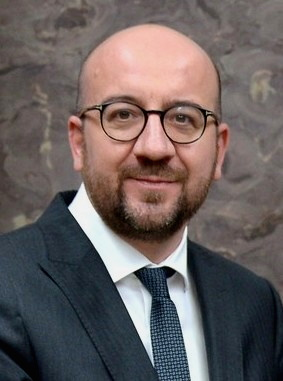
الاتحاد الأوروبي شارل ميشيل، رئيس المجلس الأوروبي
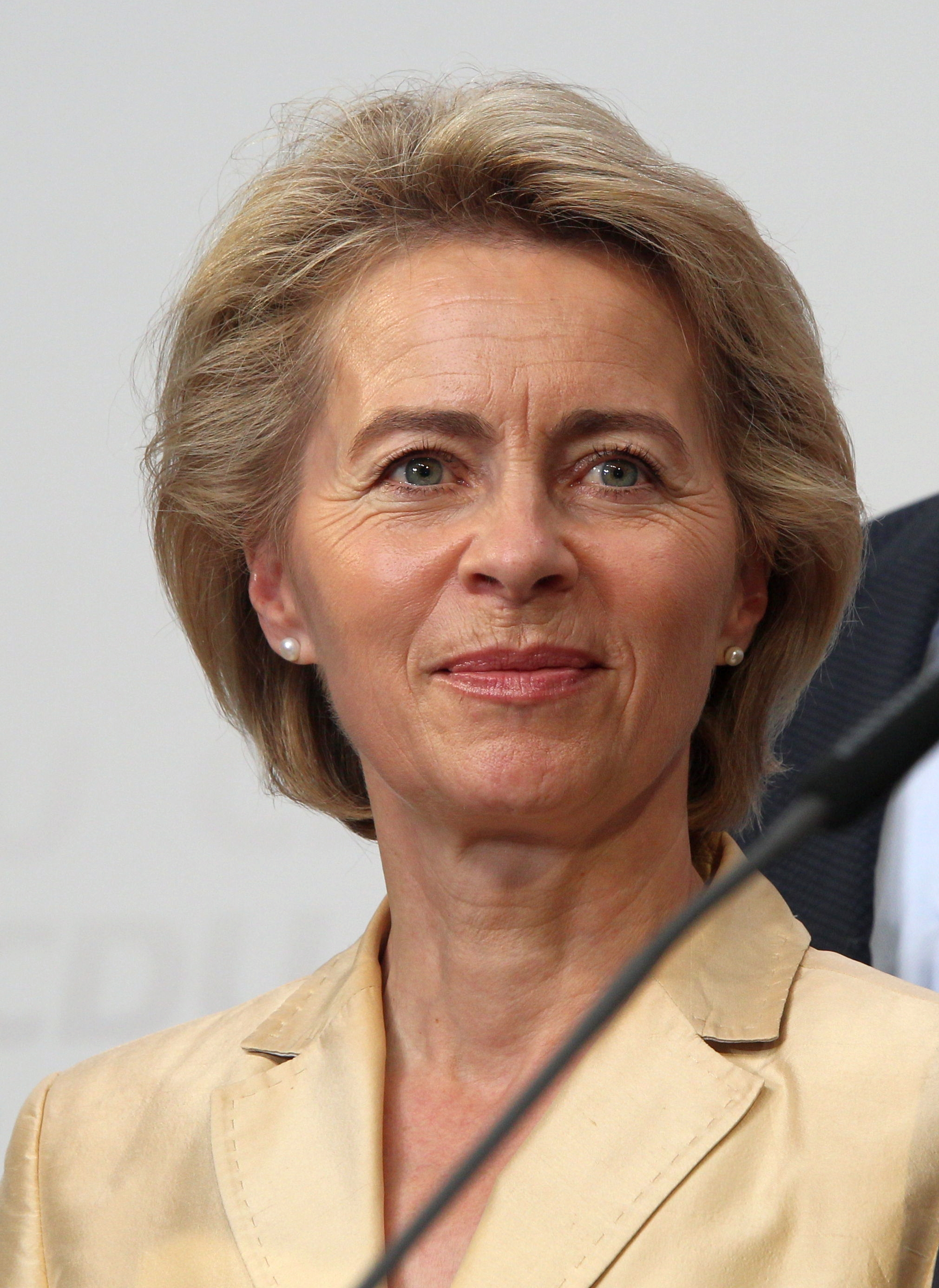
الاتحاد الأوروبي أورسولا فون دير لاين، رئيسة المفوضية الأوروبية
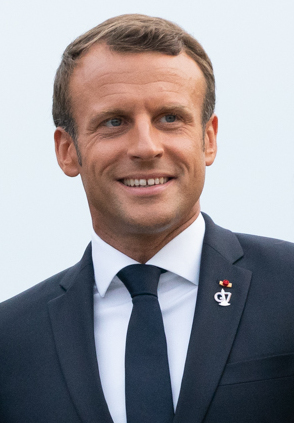
فرنسا إيمانويل ماكرون، رئيس
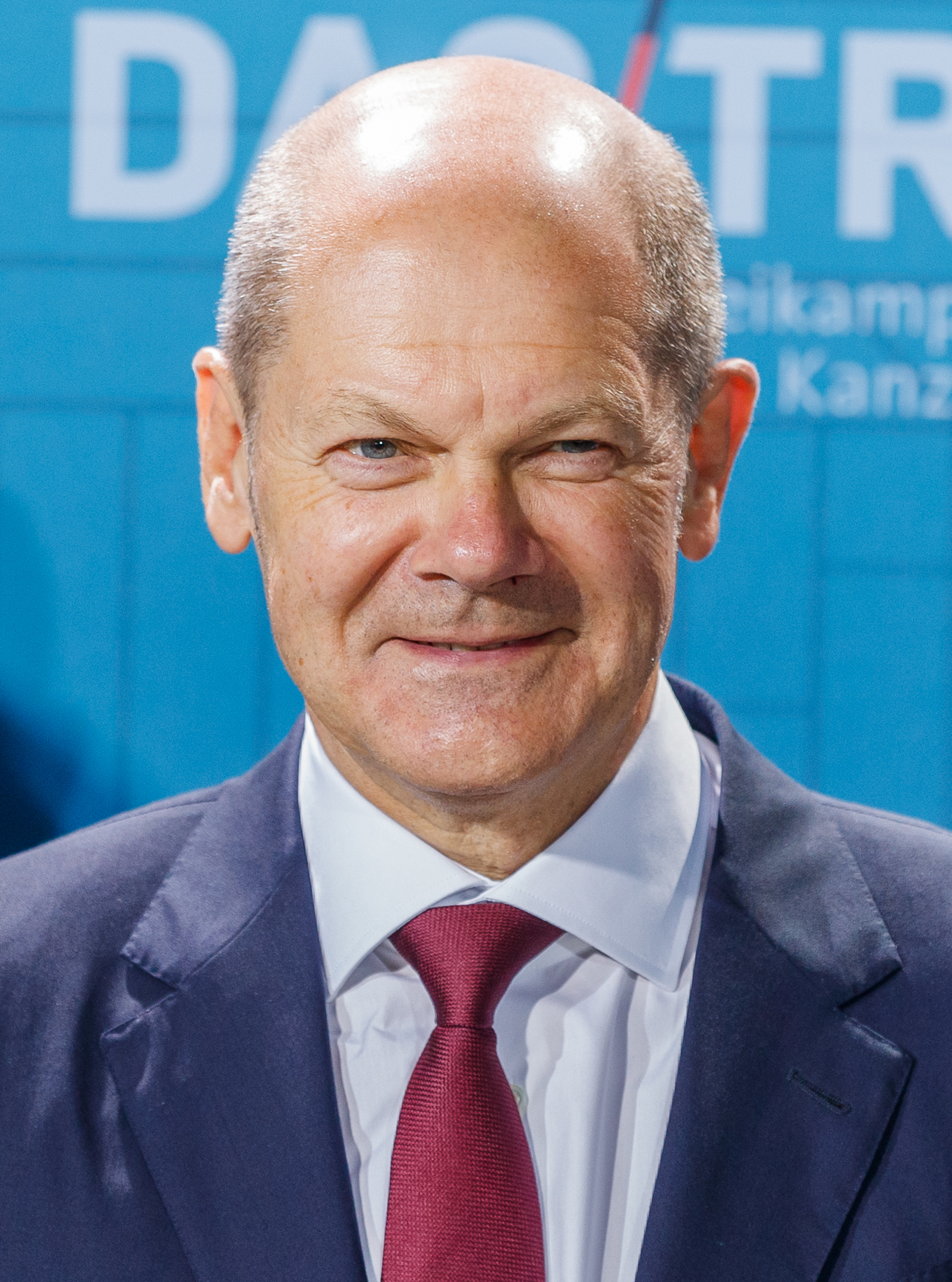
ألمانيا أولاف شولتس، المُستشار
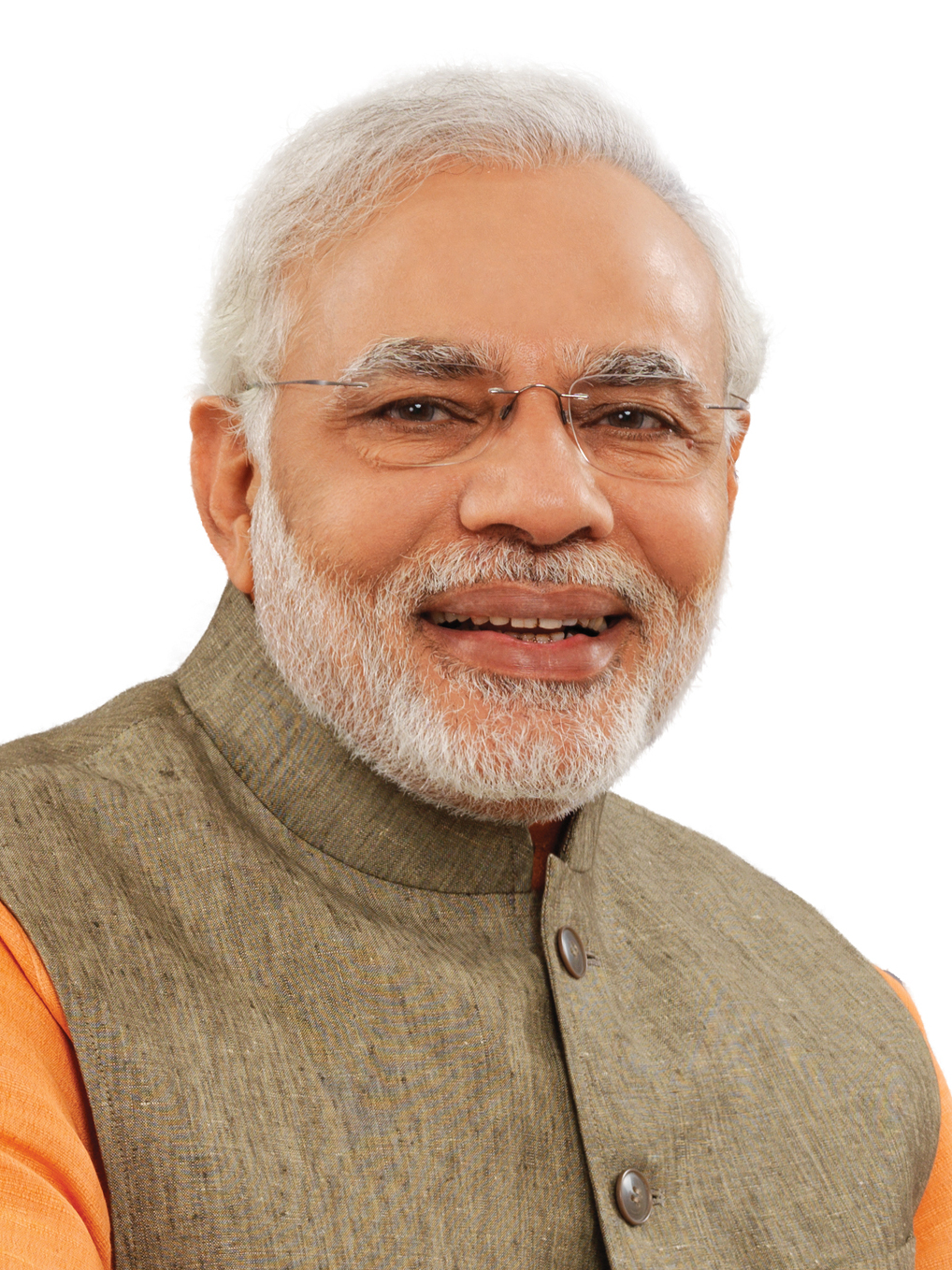
الهند ناريندرا مودي، رئيس الوزراء
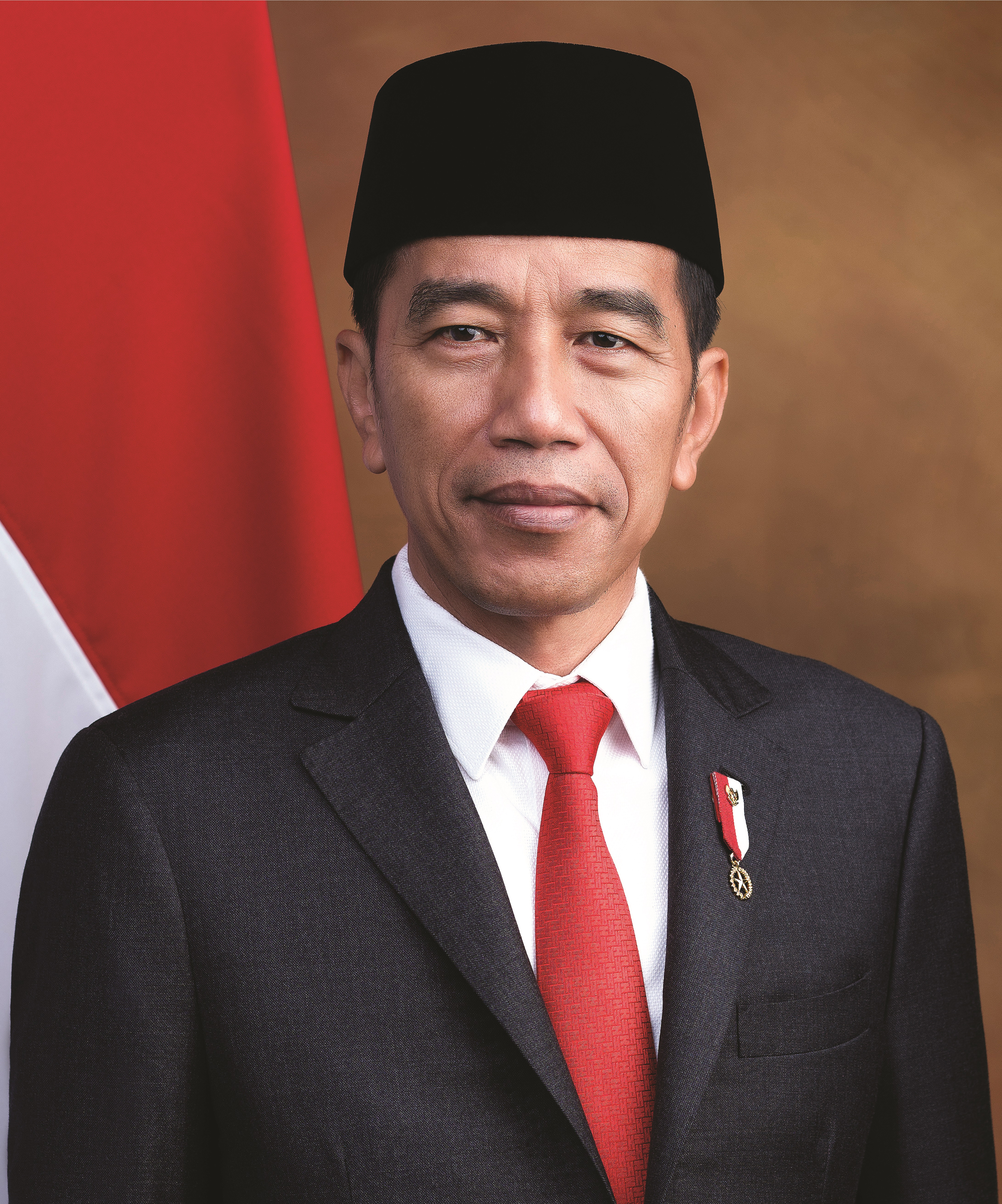
إندونيسيا جوكو ويدودو، الرئيس
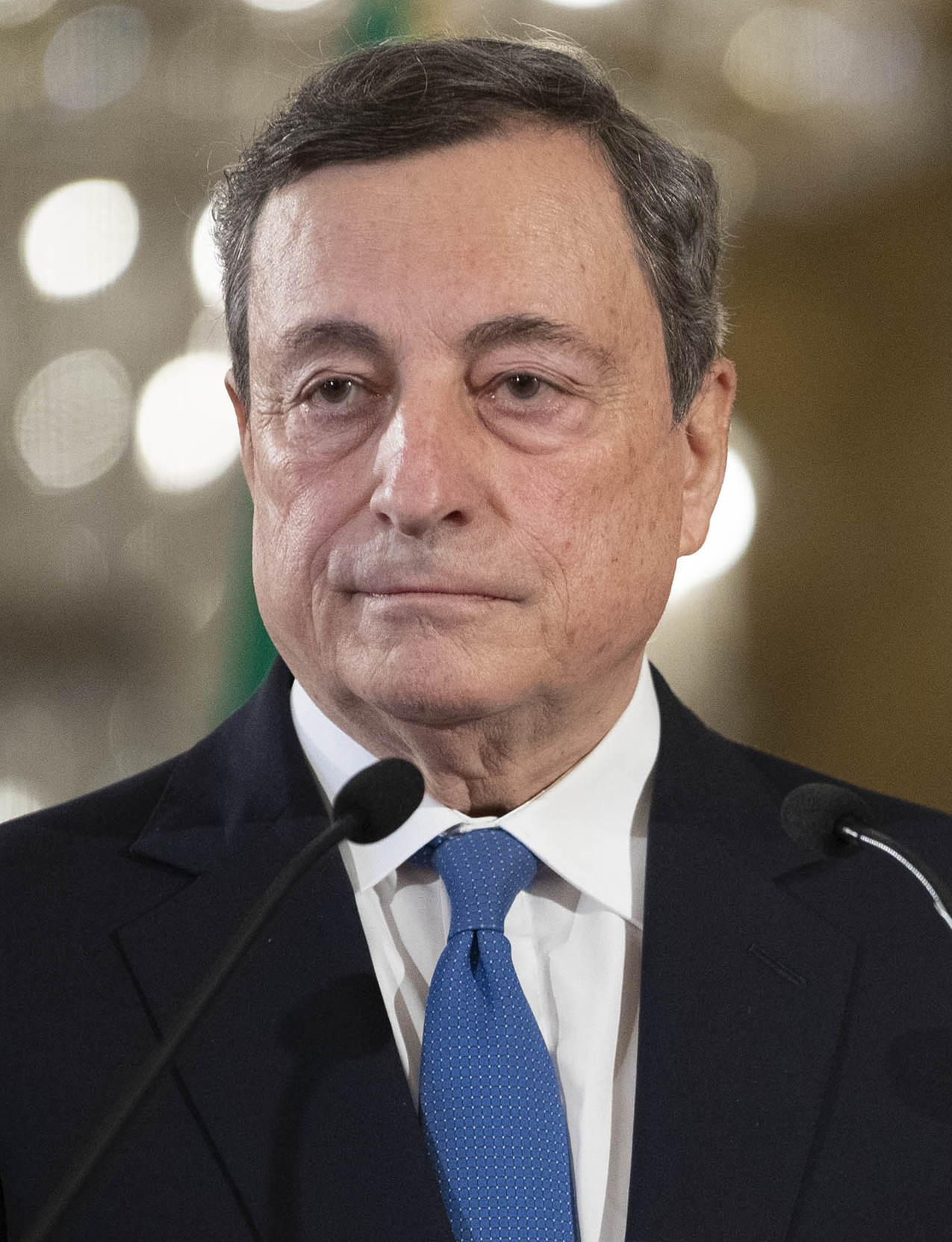
إيطاليا ماريو دراجي، رئيس الوزراء
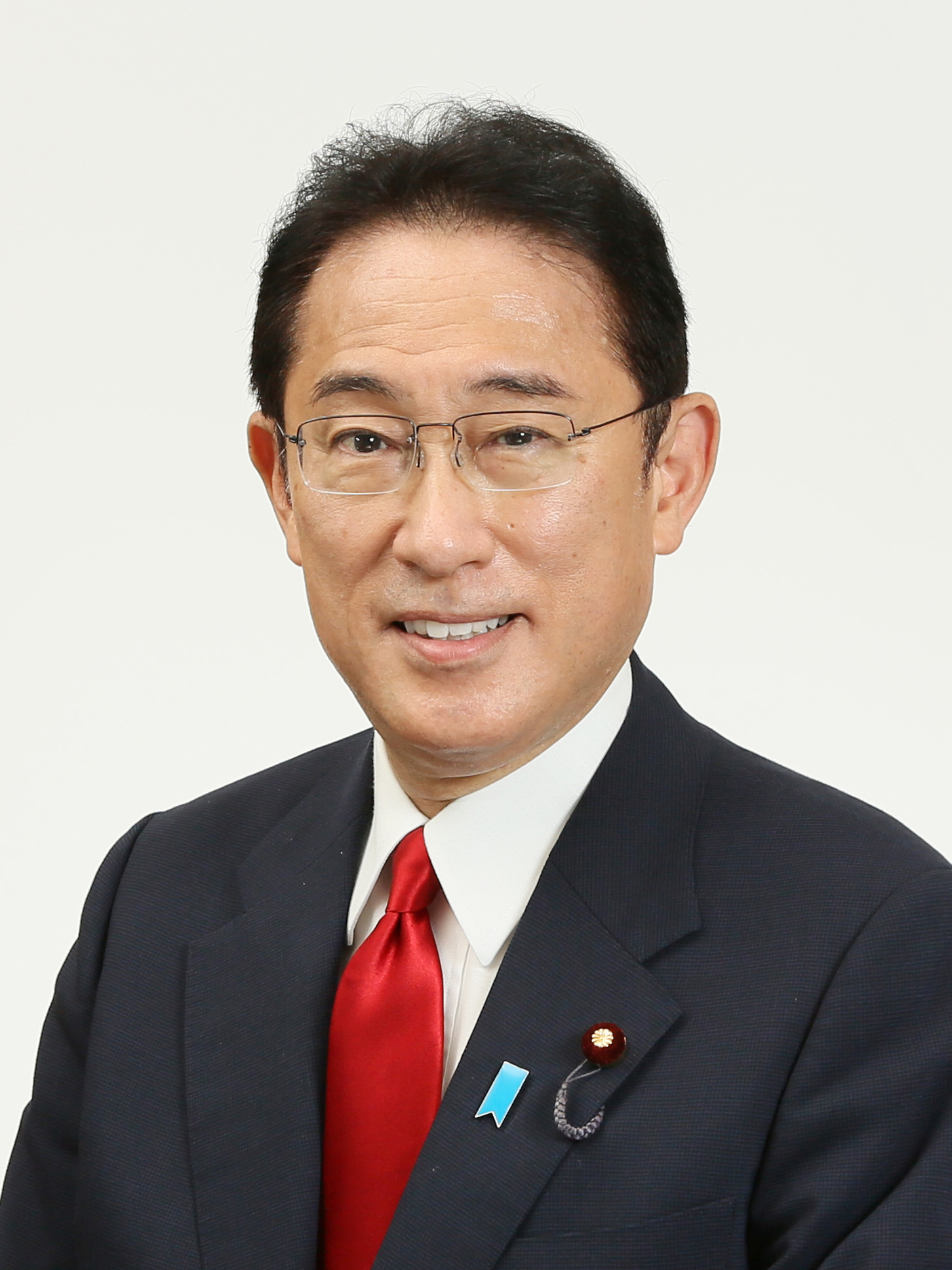
اليابان فوميو كيشيدا، رئيس الوزراء
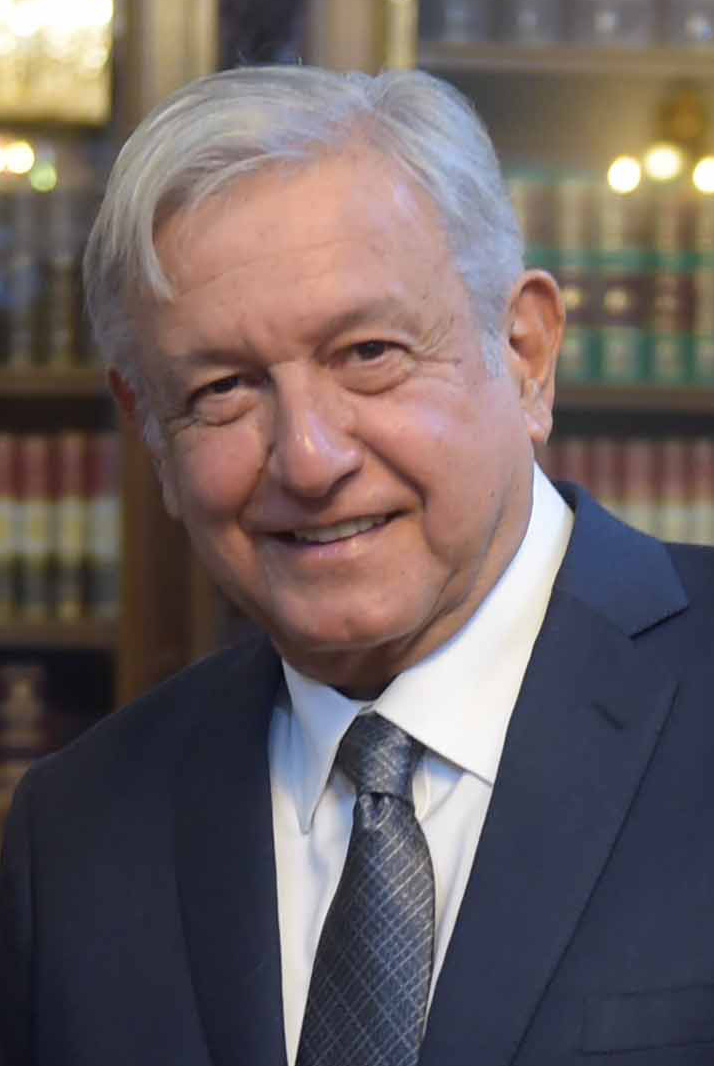
المكسيك أندريس مانويل لوبيس أوبرادور، الرئيس
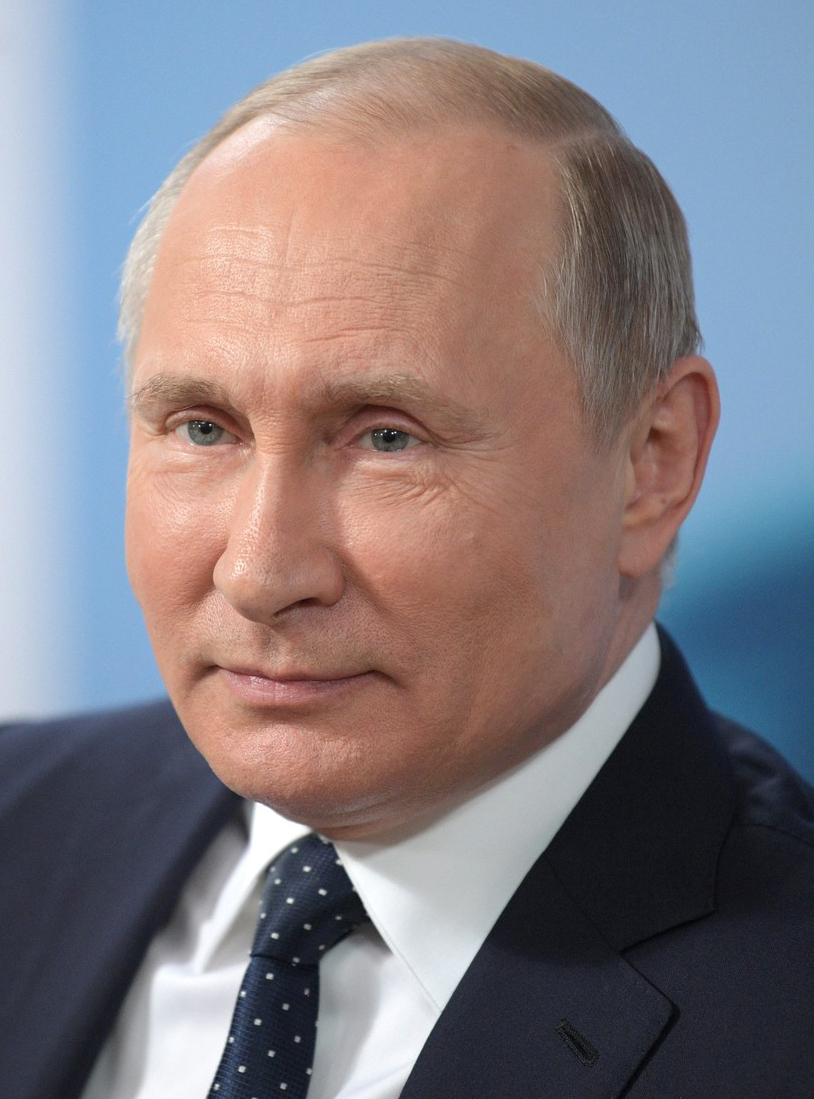
روسيا فلاديمير بوتين، رئيس
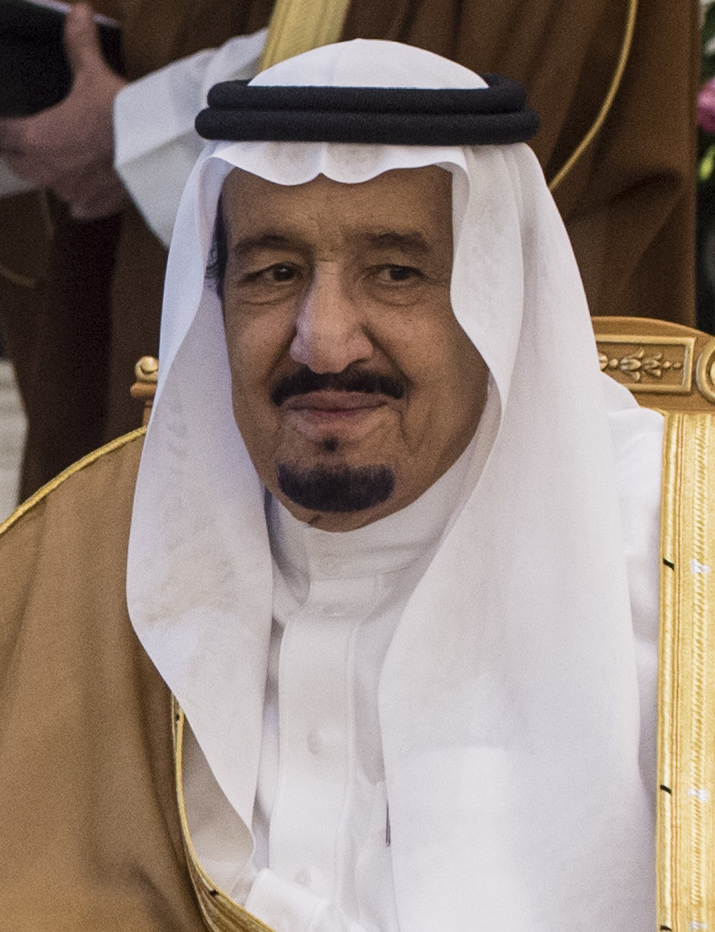
السعودية سلمان بن عبد العزيز آل سعود، الملك
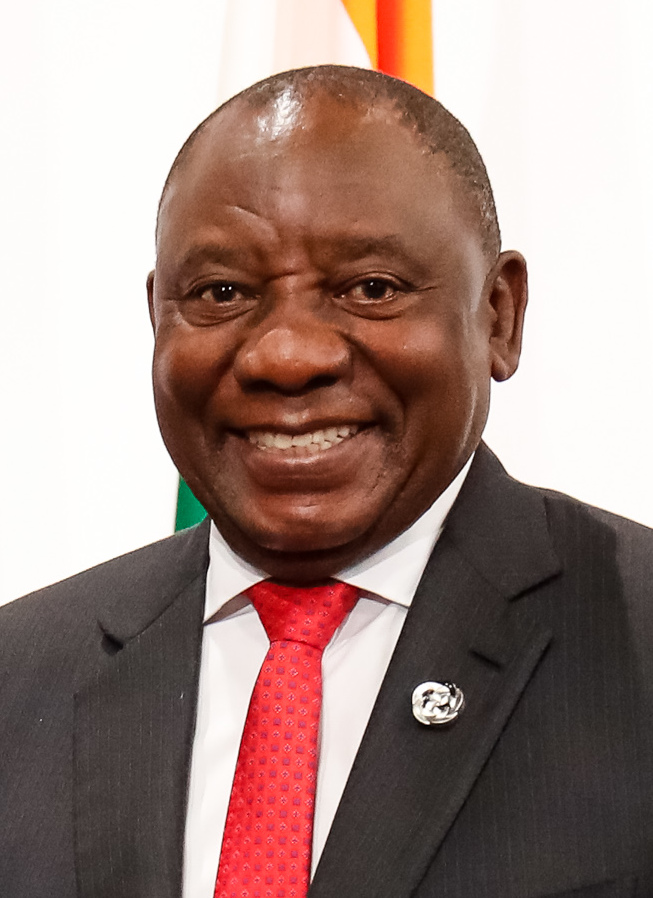
جنوب أفريقيا سيريل رامافوزا، الرئيس
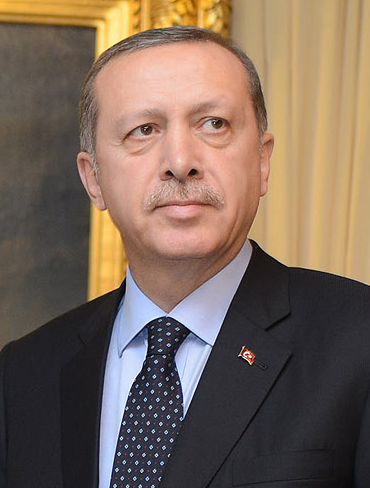
تركيا رجب طيب أردوغان، الرئيس
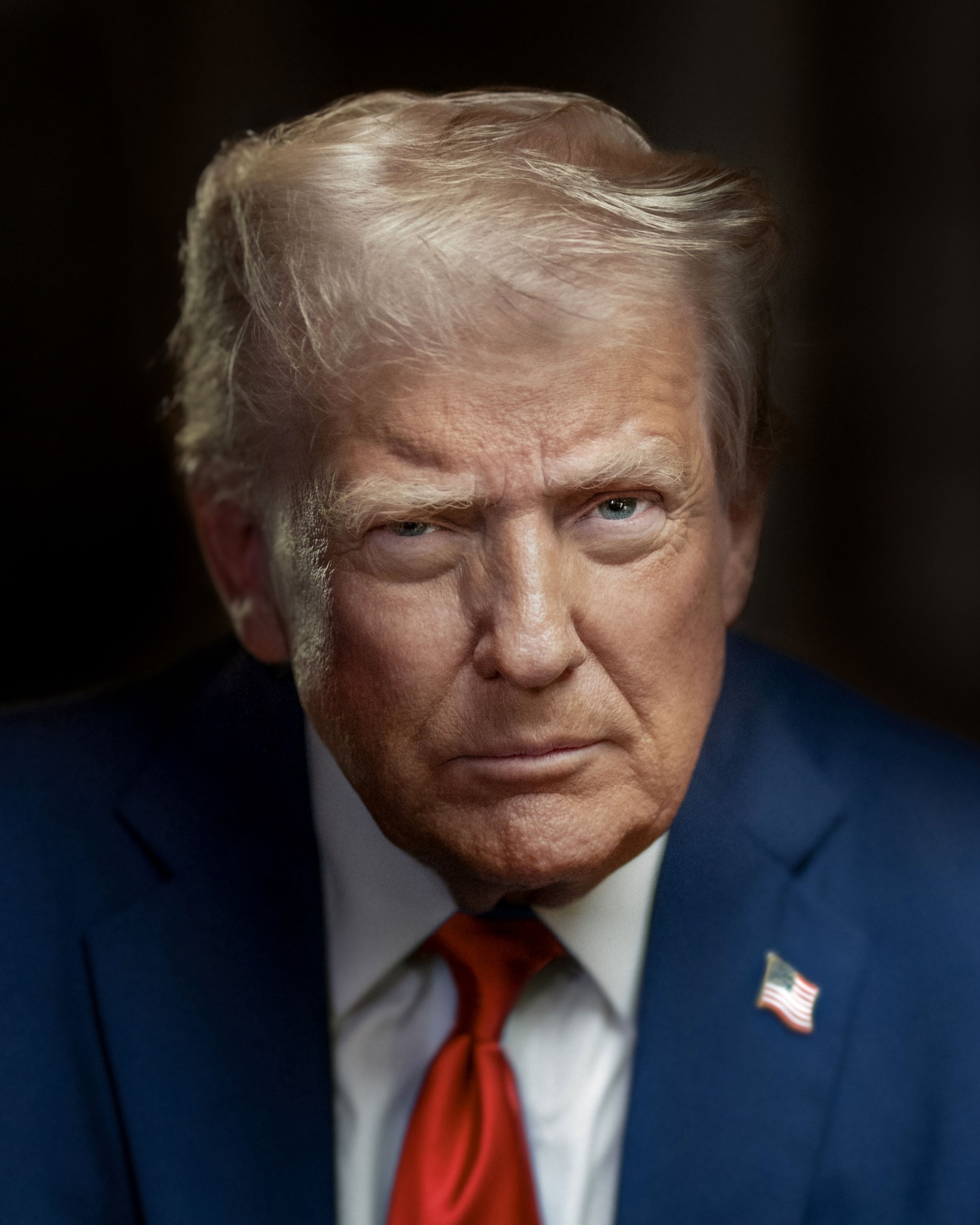
الولايات المتحدة دونالد ترمب، الرئيس
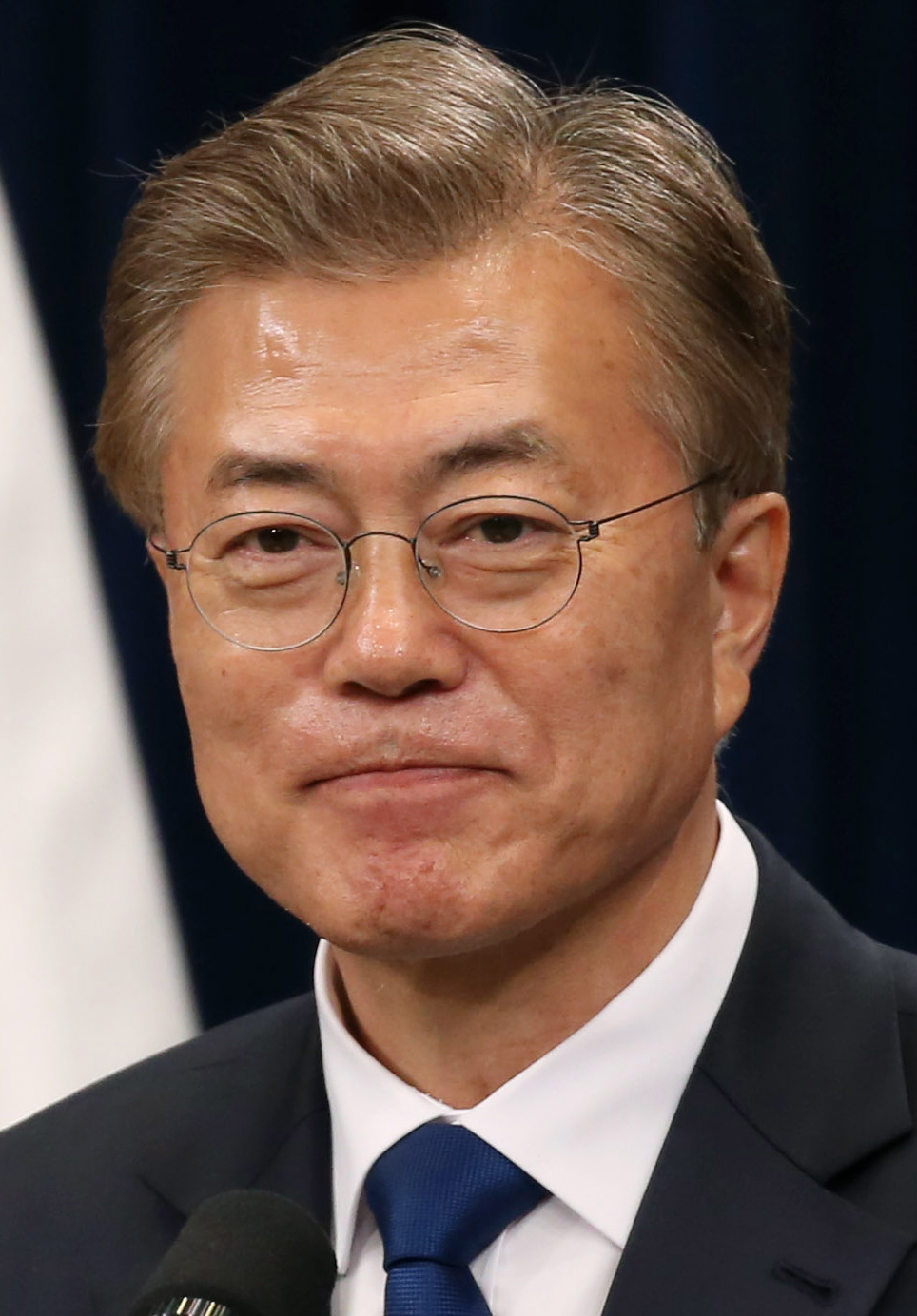
كوريا الجنوبية مون جاي إن

### بيانات الدول الأعضاء
| الدولة العضو     | Trade bil. USD (2018)[بحاجة لمصدر] | Nom. GDP mil. USD (2019) | PPP GDP mil. USD (2019) | Nom. GDP per capita USD (2019) | PPP GDP per capita USD (2019) | HDI (2018) | Population (2018) | Area km2   | P5         | G4         | مجموعة الدول الصناعية السبع | بريكس      | مجموعة ميكتا MIKTA | DAC        | منظمة التعاون الاقتصادي والتنمية | C'wth      | N11        | أوبك       | سيفيتس     | IMF economy classification |
| ---------------- | ---------------------------------- | ------------------------ | ----------------------- | ------------------------------ | ----------------------------- | ---------- | ----------------- | ---------- | ---------- | ---------- | --------------------------- | ---------- | ------------------ | ---------- | -------------------------------- | ---------- | ---------- | ---------- | ---------- | -------------------------- |
| الأرجنتين        | 127                                | 477,743                  | 920,209                 | 10,667                         | 20,537                        | 0.830      | 44,570,000        | 2,780,400  |            |            |                             |            |                    |            |                                  |            |            |            |            | Emerging                   |
| أستراليا         | 481.1                              | 1,417,003                | 1,369,392               | 56,698                         | 52,373                        | 0.938      | 25,182,000        | 7,692,024  |            |            |                             |            | Green tick         | Green tick | Green tick                       | Green tick |            |            |            | Advanced                   |
| البرازيل         | 650.0                              | 1,909,386                | 3,596,000               | 8,955                          | 17,016                        | 0.761      | 210,869,000       | 8,515,767  |            | Green tick |                             | Green tick |                    |            |                                  |            |            |            |            | Emerging                   |
| كندا             | 910                                | 1,739,110                | 1,896,725               | 46,733                         | 49,651                        | 0.922      | 37,078,000        | 9,984,670  |            |            | Green tick                  |            |                    | Green tick | Green tick                       | Green tick |            |            |            | Advanced                   |
| الصين            | 4,629                              | 14,216,503               | 27,331,166              | 10,276                         | 18,110                        | 0.758      | 1,396,982,000     | 9,634,057  | Green tick |            |                             | Green tick |                    |            |                                  |            |            |            |            | Emerging                   |
| فرنسا            | 1,227.4                            | 2,761,633                | 3,054,599               | 42,931                         | 45,775                        | 0.891      | 65,098,000        | 640,679    | Green tick |            | Green tick                  |            |                    | Green tick | Green tick                       |            |            |            |            | Advanced                   |
| ألمانيا          | 2,834                              | 3,963,880                | 4,467,238               | 48,670                         | 52,559                        | 0.939      | 82,786,000        | 357,114    |            | Green tick | Green tick                  |            |                    | Green tick | Green tick                       |            |            |            |            | Advanced                   |
| الهند            | 830.7                              | 2,971,996                | 11,468,022              | 2,016                          | 7,874                         | 0.647      | 1,334,221,000     | 3,287,263  |            | Green tick |                             | Green tick |                    |            |                                  | Green tick |            |            |            | Emerging                   |
| إندونيسيا        | 368.9                              | 1,100,911                | 3,743,159               | 4,120                          | 13,230                        | 0.707      | 265,316,000       | 1,904,569  |            |            |                             |            | Green tick         |            |                                  |            | Green tick |            | Green tick | Emerging                   |
| إيطاليا          | 1,047.4                            | 2,025,866                | 2,442,144               | 34,349                         | 39,637                        | 0.900      | 60,756,000        | 301,336    |            |            | Green tick                  |            |                    | Green tick | Green tick                       |            |            |            |            | Advanced                   |
| اليابان          | 1,486.6                            | 5,176,205                | 5,749,550               | 39,306                         | 44,227                        | 0.915      | 126,431,000       | 377,930    |            | Green tick | Green tick                  |            |                    | Green tick | Green tick                       |            |            |            |            | Advanced                   |
| المكسيك          | 915.2                              | 1,241,450                | 2,658,041               | 9,807                          | 20,602                        | 0.767      | 124,738,000       | 1,964,375  |            |            |                             |            | Green tick         |            | Green tick                       |            | Green tick |            |            | Emerging                   |
| روسيا            | 687.5                              | 1,702,000                | 4,135,000               | 11,601                         | 28,184                        | 0.824      | 146,850,200       | 17,098,242 | Green tick |            |                             | Green tick |                    |            |                                  |            |            |            |            | Emerging                   |
| السعودية         | 369.1                              | 762,259                  | 1,924,253               | 23,187                         | 55,944                        | 0.857      | 33,203,000        | 2,149,690  |            |            |                             | Green tick |                    |            |                                  |            |            | Green tick |            | Emerging/Developing        |
| جنوب إفريقيا     | 187.8                              | 371,298                  | 875,100                 | 6,560                          | 15,239                        | 0.705      | 57,420,000        | 1,221,037  |            |            |                             | Green tick |                    |            |                                  | Green tick |            |            | Green tick | Emerging/Developing        |
| كوريا الجنوبية   | 1,140.4                            | 1,656,674                | 2,229,779               | 32,046                         | 41,351                        | 0.906      | 51,665,000        | 100,210    |            |            |                             |            | Green tick         | Green tick | Green tick                       |            | Green tick |            |            | Advanced                   |
| تركيا            | 391                                | 706,237                  | 2,274,072               | 9,346                          | 27,956                        | 0.806      | 71,867,000        | 783,562    |            |            |                             |            | Green tick         |            | Green tick                       |            | Green tick |            | Green tick | Emerging                   |
| المملكة المتحدة  | 1,157.1                            | 2,829,163                | 3,128,185               | 42,261                         | 45,705                        | 0.920      | 66,466,000        | 242,495    | Green tick |            | Green tick                  |            |                    | Green tick | Green tick                       | Green tick |            |            |            | Advanced                   |
| الولايات المتحدة | 4,278                              | 21,344,667               | 21,344,667              | 62,606                         | 62,606                        | 0.920      | 328,116,000       | 9,526,468  | Green tick |            | Green tick                  |            |                    | Green tick | Green tick                       |            |            |            |            | Advanced                   |
| الاتحاد الأوروبي |                                    | 18,705,132               | 22,761,233              | 33,715                         | 41,091                        | 0.899      | 512,600,000       | 4,233,262  |            |            | Green tick                  |            |                    | Green tick |                                  |            |            |            |            | —                          |

## القمم السابقة والمقبلة
- 2008: (15 نوفمبر) واشنطن،  الولايات المتحدة
- 2009: (2 أبريل) لندن،  المملكة المتحدة
- 2009: (أيلول / سبتمبر) بتسبيرغ،  الولايات المتحدة
- 2010: (27 يونيو) تورنتو،  كندا
- 2012: (18 يونيو) لوس كابوس،  المكسيك
- 2013: (06 أيلول / سبتمبر) سان بطرسبرغ،  روسيا
- 2014: (16 نوفمبر) بريسبان،  أستراليا
- 2015: (15 نوفمبر) أنطاليا،  تركيا
- 2016: هانغتشو،  الصين
- 2017: هامبورغ،  ألمانيا
- 2018: بوينس آيرس،  الأرجنتين
- 2019: أوساكا،  اليابان
- 2020: الرياض،  السعودية
- 2021: روما،  إيطاليا
- 2022: بالي،  إندونيسيا
- 2023: نيودلهي،  الهند

## الملاحظات
1. 1 2  The de jure رئيس حكومة of China is the Premier, whose current holder is لي كه تشيانغ. The President of China is legally a ceremonial office, but the الأمين العام للحزب الشيوعي الصيني (de facto leader) has always held this office since 1993 except for the months of transition, and the current القائد الاعلى is شي جين بينغ. "نسخة مؤرشفة". مؤرشف من الأصل في 2021-05-12. اطلع عليه بتاريخ 2021-06-01.{{استشهاد ويب}}:  صيانة الاستشهاد: BOT: original URL status unknown (link)

## وصلات خارجية
- مقالة عن قمة العشرين 2014 موقع بروجيكت سيندكت
- A Guide To Committees, Groups, And Clubs from the صندوق النقد الدولي